# بوب أدكينز
بوب أدكينز (بالإنجليزية: Bob Adkins)‏ هو لاعب كرة قدم أمريكية أمريكي، ولد في 17 فبراير 1917 في Letart, West Virginia ‏ في الولايات المتحدة، وتوفي في 6 ديسمبر 1997.